# Блатов Анатолій Іванович
Анатолій Іванович Блатов (Іванов) (нар. 11 липня 1914, місто Москва, тепер Російська Федерація — 1 жовтня 1988, місто Москва) — радянський державний діяч, дипломат, помічник Генерального секретаря ЦК КПРС Леоніда Брежнєва, надзвичайний і повноважний посол СРСР в Нідерландах. Член Центральної Ревізійної комісії КПРС у 1976—1981 роках. Кандидат у члени ЦК КПРС у 1981—1986 роках. Депутат Верховної Ради РРФСР. Депутат Верховної Ради СРСР 10-го скликання.

## Життєпис
З 1932 року — технік, майстер Запорізького паровозобудівного заводу.
У 1940 році закінчив Дніпропетровський інститут інженерів залізничного транспорту.
Член ВКП(б) з 1940 року.
З 1940 року — начальник електросилового господарства першого відділення Приморської залізниці; контролер Народного комісаріату державного контролю СРСР по Приморському краю.
У 1945 році закінчив Вищу партійну школу при ЦК ВКП(б).
У 1945—1947 роках — аташе III-го Європейського відділу народного комісаріату (міністерства) закордонних справ СРСР.
У 1947—1948 роках — старший викладач Московського державного інституту міжнародних відносин МЗС СРСР.
У 1948—1949 роках — редактор Радінформбюро при Раді міністрів СРСР.
У 1949—1953 роках — співробітник апарату політичного радника Радянської контрольної комісії в Німеччині. У 1953—1954 роках — співробітник апарату Верховного комісара СРСР у Німеччині.
У 1954 році — радник посольства СРСР в Німецькій Демократичній Республіці (НДР). У 1954—1955 роках — в.о. заступника завідувача відділу з політичних питань посольства СРСР в НДР і апарату Верховного комісара СРСР у Німеччині.
У 1955—1966 роках — радник, заступник завідувача III-го  Європейського відділу МЗС СРСР.
У 1966—1968 роках — завідувач III-го Європейського відділу МЗС СРСР, член Колегії МЗС СРСР, начальник Управління зовнішньополітичної інформації МЗС СРСР.
У 1968—1972 роках — заступник завідувача відділу ЦК КПРС.
У квітні 1972 — листопаді 1982 року — помічник Генерального секретаря ЦК КПРС Леоніда Брежнєва з міжнародних питань.
У 1982—1985 роках — співробітник апарату ЦК КПРС.
26 лютого 1985 — 1 жовтня 1988 року — надзвичайний і повноважний посол СРСР в Нідерландах.
Помер 1 жовтня 1988 року. Похований в Москві на Кунцевському цвинтарі.

## Нагороди і звання
- орден Леніна
- орден Жовтневої Революції
- два ордени Трудового Червоного Прапора
- медалі
- Державна премія СРСР (1979)
- надзвичайний і повноважний посол СРСР